# Championnat du Cameroun féminin de football 2021-2022
Navigation
Édition précédente
La saison 2021-2022 du championnat du Cameroun féminin de football se déroule du 16 avril 2021 au 14 août 2022. L'AS Awa FC remet son titre en jeu. Le Lekie FF et les Authentic Ladies sont promus.

## Participants
| Club                 | Ville   | Résultat en 2020-2021 |
| -------------------- | ------- | --------------------- |
| AS Awa FC            | Yaoundé | Champion              |
| Louves Minproff      | Yaoundé | 2e                    |
| Amazones FAP         | Yaoundé | 3e                    |
| Éclair FF            | Sa'a    | 4e                    |
| FC Ebolowa           | Ebolowa | 5e                    |
| Vision Sport FC      | Bamenda | 6e                    |
| Caïman FF            | Douala  | 7e                    |
| Eding FF             | Garoua  | 8e                    |
| Canon FF             | Yaoundé | 9e                    |
| Renaissance Athlétic | Figuil  | 10e                   |
| Lekié FF             | Obala   | Promu                 |
| Authentic FC Ladies  | Douala  | Promu                 |

## Compétition
Le championnat se dispute en une poule unique rassemblant les 12 équipes.
| Rang | Équipe               | Pts | J  | G  | N | P  | Bp | Bc | Diff |
| ---- | -------------------- | --- | -- | -- | - | -- | -- | -- | ---- |
| 1    | AS Awa FC T          | 58  | 22 | 19 | 1 | 1  | 66 | 12 | +54  |
| 2    | Amazones FAP         | 44  | 22 | 13 | 5 | 4  | 35 | 14 | +21  |
| 3    | Éclair FF            | 42  | 22 | 13 | 3 | 6  | 45 | 27 | +18  |
| 4    | Louves Minproff      | 41  | 22 | 12 | 5 | 5  | 52 | 24 | +28  |
| 5    | Eding FF             | 32  | 22 | 9  | 5 | 8  | 29 | 22 | +7   |
| 6    | Caïman FF            | 31  | 22 | 8  | 7 | 7  | 16 | 14 | +2   |
| 7    | FC Ebolowa           | 31  | 22 | 8  | 7 | 7  | 22 | 23 | -1   |
| 8    | Lekié FF P           | 29  | 22 | 8  | 5 | 9  | 20 | 33 | -13  |
| 9    | Authentic P          | 28  | 22 | 9  | 1 | 12 | 25 | 37 | -12  |
| 10   | Canon FF             | 27  | 22 | 8  | 3 | 11 | 26 | 32 | -6   |
| 11   | Vision Sport         | 7   | 22 | 2  | 1 | 19 | 15 | 61 | -46  |
| 12   | Renaissance Athletic | 4   | 22 | 1  | 1 | 20 | 5  | 57 | -52  |

## Meilleures buteuses
|    | Joueuse              | Club            | Buts |
| -- | -------------------- | --------------- | ---- |
| 1. | Lamine Mana          | AS Awa          | 19   |
| 2. | Marie-Claire Kibinde | Eding Sports FF | 17   |
| 3. | Éliane Bibout        | Éclair FF       | 16   |
| 3. | Flora Kameni         | Louves Minproff | 16   |
| 5. | Farida Machia        | AS Awa          | 13   |